# 양재천
양재천(良才川)은 한강의 제2지류로 경기도 과천시 관악산(冠岳山)에서 발원하여, 청계산, 구룡산의 여의천이 영동1교에서 합류하고, 서울특별시 서초구와 강남구를 북동쪽으로 흘러 탄천(炭川)에 합류하는 하천이다. 양재천의 물 등급은 3급이다.

## 명칭
옛 이름으로는 공수천(公需川 또는 公須川), 대동여지도에도 기재된 명칭인 학탄(鶴灘, 학여울)이 있다.

## 역사
| Daedongyeojido (Gyujanggak) 13-04.jpg |  |
|                                       |  |

강남 개발에 의해 개발이 되기 이전에는 현재 서울특별시 강남구 대치동 미도아파트 부근에 포구(浦口)가 있었다고 한다. 현재 포구(浦口)의 흔적은 없으며 개포동(開浦洞)이라는 지역 명칭으로만 남아있다. 
개포동은 개발 전에는 양재천의 영향으로 갯벌이었다. 하지만 이 갯벌을 개간해 사람이 살 수 있다고 해서 열 개·물가 포, 개포동이 된 것이다. 1970년대 이전에는 한강으로 직접 흘러들었다. 1970년대 초 수로변경공사를 하면서 송파강을 메우고 송파강의 일부 구간이 탄천에 속하게 되면서 탄천의 지류가 되었다.
전설에 의하면 열 마리의 용이 승천하는 것을 그 인근을 지나가던 임신한 여성이 보고 크게 놀라 소리를 지르는 바람에 한 마리가 떨어져 죽고 아홉 마리만 하늘로 승천했는데, 죽은 용이 있던 자리가 양재천(良才川)이 되고 나머지 아홉 마리가 승천하며 지낸 자리가 구룡산이 되었다고 한다.

## 양재천의 유래 및 설화
조선시대 양재동에는 한양과 삼남 지방을 이어주는 역참(驛站)으로 양재역(良才驛)이 있었는데, 『한국지명총람』에는 “쓸 만한 인재들이 모여 살아 양재동(良才洞)이라 했다.”고 한다. 양재천은 양재동을 관류하기 때문에 붙여진 이름으로, 옛 이름을 살펴보면 『동국여지승람』에는 공수천(公需川), 『대동여지도』에서 상류는 공수천(公須川), 하류는 학탄(鶴灘, 학여울)이라고 기록되어 있다. 양재천은 구룡산과 관련한 설화를 가지고 있다. 구룡산에는 원래 용 10마리가 살고 있었는데 이들이 하늘로 승천하다가 그 중 한 마리가 임신한 여자를 보고 놀라서 양재천에 떨어져 죽고 나머지 9마리만 하늘로 올라갔다고 하여 산 이름이 구룡산이 되었다 한다.

## 시설
매헌시민의숲을 중심으로 녹지와 시민들을 위한 휴식 공간이 곳곳에 설치되어 있으며, 천변을 따라 산책로와 자전거 도로도 마련되어 있다. 영동 5교 등의 다리 북측 밑에는 무료자동펌프가 설치되어 자전거의 사용에 도움을 주고 있다.
특히 양재천의 발원지인 과천에서부터 시작된 자전거도로는 서울시 서초구와 강남구를 지나, 탄천의 자전거도로와 합류하게 된다. 탄천의 자전거 도로 북쪽으로는 한강의 자전거도로와 합류하며, 남쪽으로는 경기도 용인시 기흥구 마북동 지역까지 연결되어 있다.
과천시에서 서초구 영동 1교까지는 자전거도로가 산책로와 붙어있지만 이후 영동 1교부터 탄천까지는 자전거도로와 산책로가 분리되어 있다.
횡단하는 다리는 관악교, 관문교, 별양교, 부림1교, 부림2교, 과천교, 양재천교, 주암교, 우면교, 양재천교(경부고속도로), 여의천 합류지 영동 1교, 영동 2교, 영동 3교, 영동 4교, 영동 5교, 대치교 등이 있다. 서울 강남구에서는 영동 2교와 3교 사이에 수질 정화 시설을 운영하여 양재천 수질을 3급수로 유지하고 있다.
또한, 영동 4교와 5교 사이에 도시 학생들을 위해 벼 농사장을 운영 중에 있다. 휴농기간에는 얼음 썰매장으로도 운영하고 있다. 여름철 양재천 물을 끌어와 천변에 물놀이장을 운영하고 있으며, 영동 3교 부근, 영동 4~5교 사이에 위치하고 있다. 화장실은 간이화장실로는 벼농사장 부근 영동 5교 북쪽 교각 부근에 위치하며, 영동 2~3교 사이 적십자 혈액원, 영동 3~4교 사이 타워펠리스, 영동 4교 부근 개포5공원에 화장실 이용이 가능하다.
장애인 편의를 위해 각 다리 부근 경사로로 진입이 가능하며, 영동 6교 부근 장애인 리프트를 이용하여 안전하게 양재천을 이용할 수 있다.

## 사진

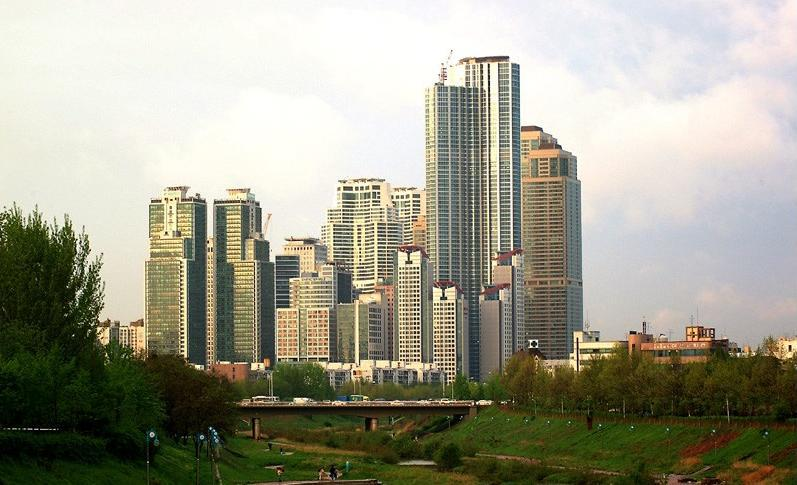
양재천 주변의 고층건물들
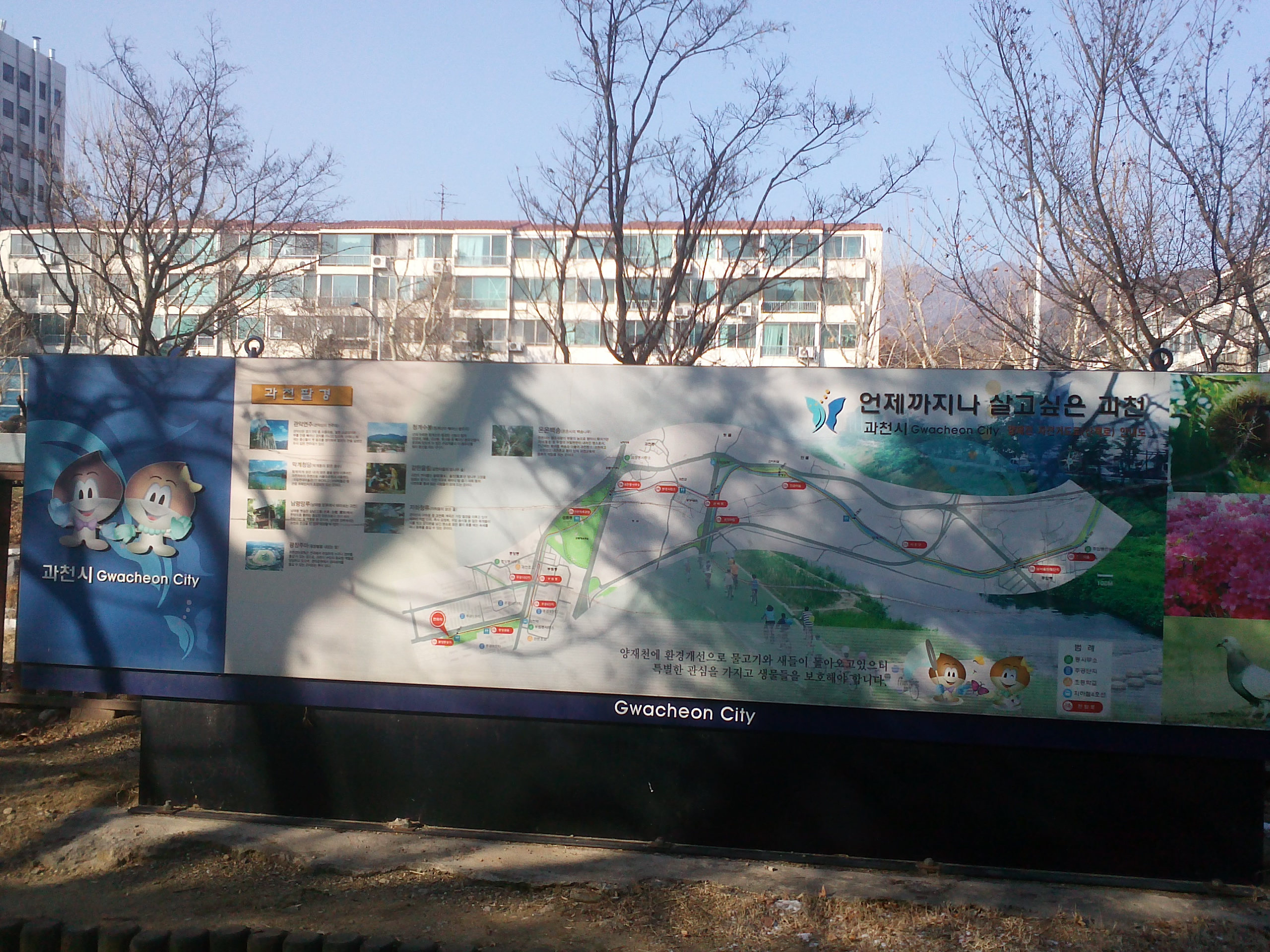
양재천 자전거도로 0km 지점 안내판
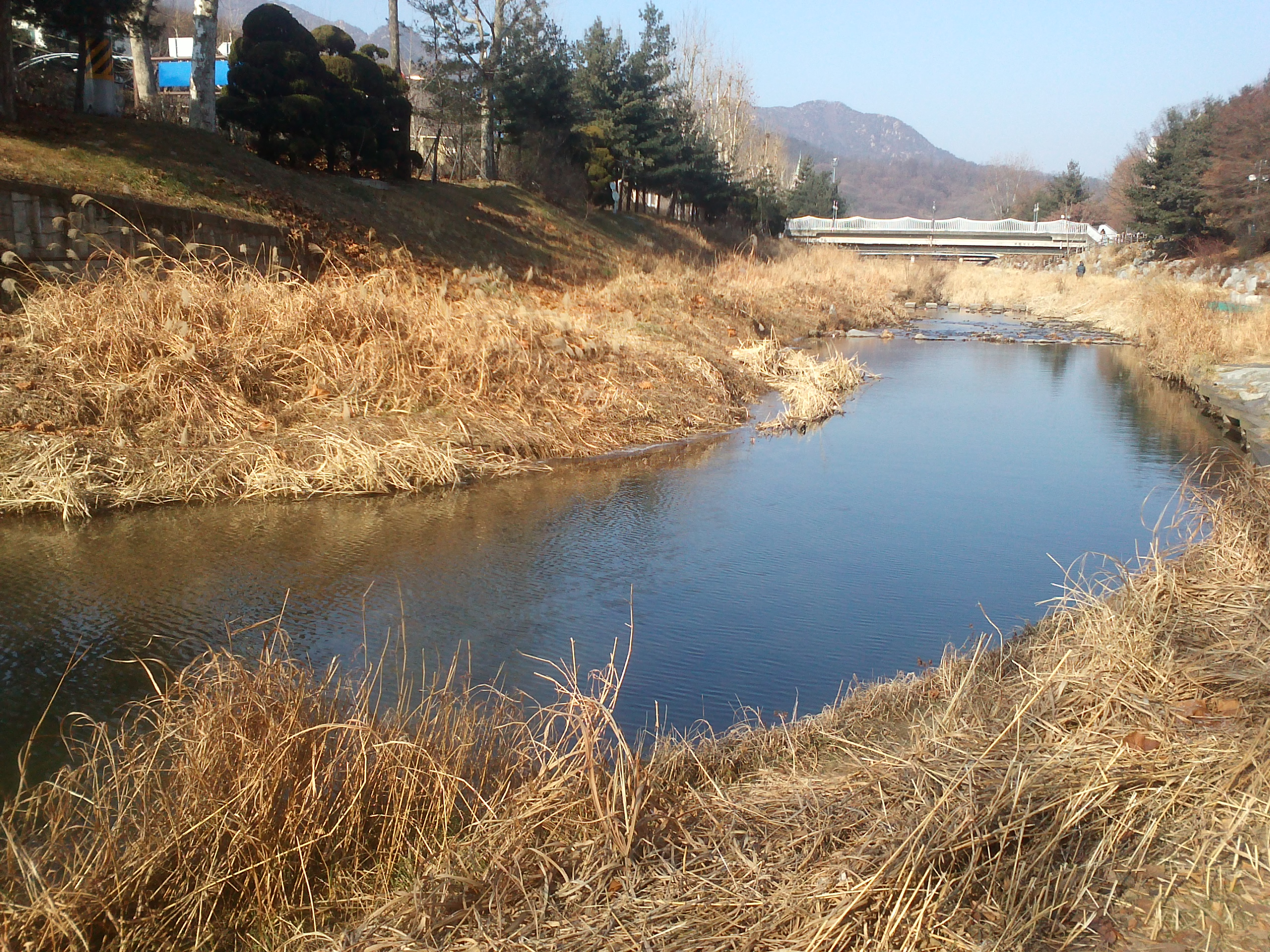
양재천
영동 4교에서 바라본 양재천
도곡동 방향의 양재천 야경

## 같이 보기
- 관악산
- 청계산
- 구룡산
- 우면산
- 여의천
- 탄천
- 한강

## 참고 자료
- 《서울 도심에서 만나는 휴식 산책길》, 양재천변, 장상용 저, 넥서스(2005년, 38~39p)
- 《땅이름 기행》, 말죽거리와 역삼동, 배우리 저, 이가서(2006년, 53~55p)
- 《서울 이런곳 와보셨나요? 100》, 함께 쓰는 이야기 양재천, 박상준 저, 한길사(2008년, 507~515p)